# Lotus (아라시의 노래)
〈Lotus〉는 아라시의 35번째 싱글이다.

## 개요
전작 〈끝없는 하늘〉로부터 약 3개월 만의 싱글이다.
초회 한정반, 통상반의 2형태로 발매되었다.

## 차트 성적
발매 전날인 2011년 2월 22일 자 오리콘 데일리 싱글 차트에서 추정 매상 매수 약 24.1만 매를 기록해, 첫 등장으로 1위에 랭크 인했다.
2011년 3월 7일 자 오리콘 주간 싱글 차트에서 첫 등장 1위를 기록했다. 12th 싱글 〈PIKA★★NCHI DOUBLE〉 이후 24작 연속, 통상 31작째가 되었다. 초동 매상은 약 54.1만 매가 되었다.

## 수록곡

### 초회 한정반
CD
1. Lotus [4:24]
작사: Soluna / 작곡: iiiSAK, HYDRANT / 편곡: 사사키 히로후미, iiiSAK
  - 아이바 마사키 주연 TV 아사히 계열 드라마 《바텐더》 주제가
2. ever [4:40]
작사: 사쿠다 마사야, alt / 작곡: 오오시마 코스케 / 편곡: 이시즈카 토모키

DVD
1. Lotus (비디오 클립)

### 통상반
1. Lotus [4:24]
2. ever [4:40]
3. Boom Boom [4:12]
작사: 100+ / Rap 작사: 사쿠라이 쇼 / 작곡: Erik Lidbom, Jon Hällgren / 편곡: ha-j
4. Lotus（オリジナル・カラオケ）(오리지널 가라오케)
5. ever（オリジナル・カラオケ）(오리지널 가라오케)
6. Boom Boom（オリジナル・カラオケ）(오리지널 가라오케)